# Johnny Crossan
Pour les articles homonymes, voir Daerden.
John Andrew Crossan, couramment appelé Johnny Crossan et surnommé Jobby est un ancien footballeur nord-irlandais, né le 29 novembre 1938 à Derry en Irlande du Nord. Il a joué 24 matchs avec l'Irlande du Nord.
Son frère Eddie a aussi été footballeur international pour l'Irlande du Nord.

## Biographie

### Carrière en club

#### Débuts et suspension à vie
Johnny Crossan fait ses débuts dans sa ville natale avec Derry City. Son talent attire l'attention de grands clubs professionnels anglais, dont Arsenal et Sunderland. Lorsqu'une offre de 6 000 livres sterling arrive de Sunderland, le club de Derry fait une proposition d'accord financier à Crossan pour se partager équitablement l'argent du transfert le joueur ait signé un contrat professionnel. Ce dernier refuse la proposition et présente ses propres conditions que Derry City refuse, entraînant la fin des négociations. Derry City laisse Crossan de côté, lequel signe avec Coleraine. Peu après, il trouve un accord avec Bristol City, en deuxième division anglaise[réf. nécessaire].
Derry City engage une procédure devant les autorités de la Football League pour « violation technique de la réglementation ». Une enquête est diligentée et en janvier 1959, Derry et Coleraine reçoivent des sanctions financières, Jobby Crossan alors âgé d'à peine 20 ans est quant à lui banni à vie de jouer au football.

#### L'exil
Bien que la lourde suspension soit partiellement levée après une procédure d'appel en mai 1959, le jeune attaquant choisit de s'expatrier et signe avec le Sparta Rotterdam, tout frais champion des Pays-Bas, dont la ligue professionnelle n'est vieille que de deux ans à l'époque. Le club néerlandais boucle la saison au 7e rang puis la suivante au 4e.
En 1961-1962, Jobby débarque en Belgique, au Standard qui vient de conquérir son deuxième titre national. Le fougueux caractère et l'engagement du Nord-irlandais plaisent aux fans rouches. Avec le club belge, Crossan atteint les demi-finales de la Coupe des Clubs champions où le Réal Madrid est un adversaire trop costaud. Les Rouges et Blancs terminent aussi vice-champions de Belgique.

#### Retour en grâce
La suspension à vie ayant été levée, Jobby Crossan peut de nouveau jouer au Royaume-Uni au sein de la Football League. En 1962, l'attaquant signe à Sunderland qui à l'époque évolue en Second Division (2e niveau). Avec les Rokerites, Crossan manque de pu la montée en First Division en 1963 pour une différence de buts favorable à Chelsea. En 1964, le club termine vice championne derrière Leeds United et réintègre l'élite anglaise. En 1965, Crossan et Sunderland assurent leur maintien avec une 15e place finale (sur 22).
L'attaquant n'est cependant pas prolongé et s'en va à Manchester City renvoyé en Second Division en 1963. Crossan porte le brassard de capitaine des Skyblues qui remportent le titre 1966 et remontent en First Division. Durant la saison 1966-1967, City assure son  maintien mais Johnny Crossan connaît divers ennuis. Un accident de voiture et des soucis de blessures lassent les dirigeants de Maine Road qui vendent le Nord-irlandais à Middlesbrough.
A cette époque Middlesbrough vient de gagner le droit de remonter en Second Division après une deuxième place derrière QPR. Les Rouges occupent le haut du tableau en se classant successivement 6e et deux fois 4e.

#### Fin de carrière en Belgique
En 1970, presqu'âgé de 32 ans, Jobby Crossan décide de retrouver la Belgique. Il s'engage avec le K. SK Tongeren avec lequel il est sacré champion de Division 3. Il évolue les trois saisons suivantes en D2 belge. Il atteint la finale de la Coupe de Belgique 1974 avant de mettre un terme à sa carrière de joueur.

### Carrière internationale
Jobby Crossan porte 27 fois le maillot vert de la sélection d'Irlande du Nord. Il y est plusieurs fois l'équipier du légendaire et fantasque George Best. Crossan marque 10 buts en sélection, parmi lesquels 1 en éliminatoires du championnat d'Europe 1962 et 5 en éliminatoires de la coupe du monde 1966, dont un triplé contre l'Albanie, le 7 mai 1965. Il est aussi l'auteur d'un doublé contre l'Uruguay, en match amical, le 29 avril 1964.

### Après carrière
Johnny Crossan accepte le poste de manager du club irlandais de Sligo Rovers mais démissionne peu de temps après. Il fait occasionnellement office de consultant sur une antenne nord-irlandaise de la BBC Radio lors de rencontres de Derry City.

## Palmarès
- Vice-champion de Belgique en 1962 avec le Standard de Liège
- Finaliste de la Coupe de Belgique en 1974 avec le KSK Tongres
- Champion d'Angleterre de D2 en 1966 avec Manchester City
- Vice-champion d'Angleterre de D2 en 1964 avec Sunderland
- Champion de Division 3 belge en 1971 avec le KSK Tongres